# Stazione di Ichikawa-Mama
La Stazione di Ichikawa-Mama (市川真間駅?, Ichikawa-Mama-eki) è una stazione ferroviaria della città di Ichikawa, nella prefettura di Chiba, in Giappone, e servente la linea principale Keisei delle ferrovie Keisei. A poca distanza si trova la stazione di Ichikawa della JR East, servita dalla linea principale Sōbu.

## Linee
Ferrovie Keisei
● Linea principale Keisei

## Struttura
La stazione è dotata di quattro binari passanti in superficie con due marciapiedi a isola.
| 1-2 | ■ Linea principale Keisei | per Aoto, Nippori, Keisei Ueno per Oshiage, linea Asakusa e linea Keikyū principale |
| 3-4 | ■ Linea principale Keisei | per Funabashi, Narita Aeroporto e Keisei-Chiba                                      |

## Stazioni adiacenti
| «                                 | Servizio                | »                       |
| Linea Keisei principale           | Linea Keisei principale | Linea Keisei principale |
| --------------------------------- | ----------------------- | ----------------------- |
| Kōnodai                           | Locale                  | Sugano                  |
| Tutti gli altri treni non fermano |                         |                         |